# TV Mania
TV Mania è stato un talk game andato in onda per due puntate su Rai 2, in seconda serata nell'ottobre 2010, nel quale la televisione è insieme argomento di discussione e oggetto di gioco. Oltre al conduttore Simone Annicchiarico vi sono anche interventi comici di Gabriella Germani e Angela Melillo come ospite fisso.
La gara si svolge tra due coppie formate da un vip e da un concorrente “speciale” vincitore di un altro programma Rai, dibattendo sui temi caldi dell'attualità televisiva e affrontando nei giochi in maniera leggera e divertita: anticipazioni sul mondo della Tv, rivelazioni sui meccanismi di costruzione dei suoi contenuti e analisi inedite sui dati Auditel.
In studio oltre ai concorrenti partecipano un giornalista e un professore di sociologia che, da fronti opposti, aiutano a vedere cosa c'è dentro la TV in un contesto sociale, assieme a chi studia, critica e fa televisione con il pubblico in studio.
Il programma è stato cancellato dai palinsesti dopo due puntate, andate in onda il 4 e l'11 ottobre.